# Louis Cazet
Pour les articles homonymes, voir Cazet.
Pierre-Louis Cazet de Vautorte (né en 1617 à Laval - décédé le 11 décembre 1687), est un évêque catholique français. Fils de Louis Cazet, religieux, il fut chanoine de la Collégiale Saint-Tugal de Laval, Évêque de Lectoure de 1655 à 1671 puis évêque de Vannes de 1671 à sa mort en 1687. Son frère, Joseph Cazet de Vautorte, moine chartreux fut prieur de la Chartreuse Notre-Dame d'Apponay de 1671 à 1691.

## Origine
La famille Cazet est une des plus anciennes de Laval. Louis Cazet de Vautorte, juge civil, vend sa charge en 1624 pour la somme de 60000 livres et devint président du parlement de Bretagne. François Cazet de Vautorte est son fils aîné. Son autre fils est Louis.

## Biographie
Il est tonsuré le 12 avril 1627, prêtre, il devient curé de Vautorte en 1593, puis d'Ernée. Nommé évêque de Lectoure, il attend deux ans avant de gagner son diocèse. Après quelques années, il obtient son transfert à Vannes.
Il succéda sur le siège de Vannes à Charles de Rosmadec, qui devenait archevêque de Tours. Il était renommé comme prédicateur et avait prêché à la Cour. Sur la recommandation de son prédécesseur, il continue dans leurs fonctions les vicaires généraux, spécialement Louis de Kerlivio, saint homme qui venait d'entreprendre la fondation de la maison de retraite et du séminaire. Ceux que mécontentait sa sévérité finirent par prévenir contre lui Louis Cazet qui le révoqua, mais revint de ses préventions en 1674 et laissa l'abbé reprendre ses œuvres.
L'évêque favorise ou entreprend lui-même des fondations nombreuses : couvent des Camaldules à Roga en Saint-Congard, 2 mai 1674 ; établissement des Ursulines à Redon, 1674, à Muzillac, 1687 ; appel des Augustines de la Miséricorde de Jésus à l'hôpital de Guémené, 1672, et d'Auray, 1674 ; érection du prieuré du Mont-Cassin de Josselin en abbaye, 1677. Le séminaire est ouvert le jour de la Pentecôte 1680, l'évêché reconstruit en partie la même année ; Daniel de Francheville, conseiller au parlement, premier avocat général, entré ensuite dans les ordres, est nommé vicaire général. L'évêque contribue largement à la création du Petit-Couvent ou Refuge des pénitentes, et à la fondation de l'hôpital-général. Il perd alors deux des plus saints personnages du diocèse, M. de Gouandour, ancien compagnon du Père Julien Maunoir mort victime de son zèle pendant l'épidémie de 1683, et M. de Kervilio, qui était redevenu vicaire général en 1677, mort le 21 mars 1685.
L'évêque fait de grandes libéralités aux pauvres, 1686, donne une lampe d'argent à la chapelle Saint Vincent-Ferrier, 1800 écus pour des ornements. Il perd, le 6 avril 1687, sa sœur Renée, veuve de François Sagnier, seigneur de Luigné, qu'il fait enterrer dans la chapelle de Sainte-Anne de sa cathédrale, préparée pour lui-même et où déjà était enseveli son neveu, Henri-René Sagnier (mort en 1684), et fait une fondation au capital de 6 000 livres pour sa famille.
Il tombe malade le 1er novembre ; le 11 décembre il va recevoir, de la main de son aumônier le saint viatique dans la chapelle de Saint-Vincent, après avoir entendu la messe avec de grands sentiments de dévotion. Le lendemain, le chapitre va lui porter processionnellement l'extrême-onction, les cloches sonnant à volées d'un ton lugubre. Il meurt le jour suivant, assisté de plusieurs chanoines, de M. Le Doux, son vicaire général, et de deux pères Jésuites. Il fut enterré le 19 en présence du parlement, de la noblesse en corps, du présidial et du corps de ville, par François de Coëtlogon, évêque de Rennes. Il y eut oraison funèbre par le Père Rollevot, jésuite, prédicateur de l'Avent.
Sur le cercueil de plomb était gravée cette épitaphe : Ludovicus Caset de Vautorte, episcopus Venetensis, obiit Veneti die XIII mensis decembris anni 1687. Quand on démolit le chœur de la cathédrale en 1751, le cercueil fut transféré dans la chapelle Saint-Vincent, et la chapelle Sainte-Anne n'ayant pas été refaite, il y resta, il doit s'y trouver encore[source insuffisante].
On a de lui selon Le Paige un Traité des oiseaux que l'on ne doit pas manger aux jours maigres.

## Source
« Louis Cazet », dans Alphonse-Victor Angot et Ferdinand Gaugain, Dictionnaire historique, topographique et biographique de la Mayenne, Laval, A. Goupil, 1900-1910 [détail des éditions] (BNF 34106789, présentation en ligne), t. IV, p. 162.